# Bosc de la Baga de Gresolet
El Bosc de la Baga de Gresolet o Bosc de Gresolet està inclòs en una de les subconques del riu de Saldes dins d'una vall orientada d'est a oest i batejada amb el mateix nom. Aquesta vall està limitada al nord per la Muralla de les Balmes que pertany al Cadí, al sud-oest pel vessant nord del Pedraforca i al sud-est per l'extrem occidental de la serra de Gisclareny. El bosc es distribueix en un rang d'altitud que va, aproximadament, des dels 1.000 m al fons de la vall fins passats els 2.000 a les cotes més altes. Aquesta zona és de transició climàtica i està caracteritzada per un clima continental amb influència mediterrània, fet que aporta pluges i suavitza les temperatures.
El bosc de Gresolet va ser protagonista d'una de les primeres campanyes conservacionistes que van tenir lloc a Catalunya, en els anys 1920 i 1921. Més recentment, el 6 de maig de 1982, juntament amb el massís del Pedraforca, va ser catalogat com a Paratge Natural d'Interès Nacional pel Parlament de Catalunya. El 15 de juliol de 1983 es va crear el Parc Natural del Cadí-Moixeró a l'entorn del bosc de Gresolet i el Pedraforca.
Malgrat la seva fama, deguda principalment als seus boscos de pi roig i faig, hi ha un gran desconeixement de la diversitat biològica d'aquest indret. Hi ha força informació sobre els seus vertebrats i plantes superiors, però dels invertebrats i de les plantes inferiors se'n coneix ben poca cosa doncs encara no s'ha fet cap estudi complet a la zona.

## Vegetació
El bosc de Gresolet és un mosaic de comunitats vegetals que estan distribuïdes irregularment com a resultat de l'acció de diferents factors ambientals -com poden ser la humitat, l'exposició, l'altitud o el tipus de sol- i dinàmics -com poden ser l'explotació per part de l'home o els processos geomorfològics, (pendents pronunciats, pedregars inestables, erosió)-.
La vegetació potencial, aquella que hi hauria d'haver en el cas de no haver-se produït cap alteració, seria de caràcter eurosiberià. Això seria un reflex de les condicions climàtiques fresques i humides que regnen a la vall. També s'hi trobaria vegetació submediterrània, ja que climatològicament aquesta zona es troba a la regió mediterrània. La vegetació que s'hi pot trobar, però, mostra diferències respecte a la potencial, degudes, principalment, a l'acció antròpica. La roureda ocupa petites extensions a les parts més inferiors de la vall, essent substituïda majoritàriament per matollars de boix i per pi roig (Pinus sylvestris). La fageda hi és present de forma significativa entre els 1200 i 1600 m, però es veu substituïda en alguns punts per pinedes amb sotabosc ric en espécies típiques de les fagedes. El bosc de ribera està molt fragmentat, en alguns punts gairebé no es pot reconèixer mentre que en altres ha desaparegut completament.

### La roureda
El roure martinenc forma boscos mixtos amb el faig en els punts on hi ha una major sequedat relativa. Aquesta comunitat presenta un estrat arbori poc desenvolupat, un d'arbustiu alt dominat pel boix i un d'herbaci bastant pobre. A més de les espècies citades anteriorment, també s'hi poden trobar, entre les llenyoses, l'auró blanc, que és freqüent a la part baixa de la vall, la blada, que no és exclusiva d'aquesta comunitat i que està més o menys repartida per tota la vall, la moixera o l'avellaner.

### La fageda
La fageda de Gresolet es troba al límit de l'àrea de distribució d'aquest tipus de bosc a Catalunya. Aquest fet és interessant des del punt de vista científic i conservacionista, ja que les àrees marginals solen estar més afectades per les pertorbacions ambientals. Les condicions microclimàtiques de la vall - bastant humida i fresca- han afavorit la presència d'aquest tipus de bosc. No es tracta d'una fageda uniforme, ja que presenta variacions en la seva composició d'espècies. A grans trets hi podem distingir dos tipus de fageda.
Una d'elles està formada per un estrat arbori dens, un estrat arbustiu d'alçada mitjana dominat pel boix i un estrat herbaci dens i divers. Cal destacar-hi la presència d'espècies típiques de les fagedes humides d'Europa Central però que són poc comuns a la comarca, com Galium odoratum i Lathyrus laevigatus. Aquest tipus el Trobem a les fondalades, obagues i depressions humides amb sols ben formats.
L'altre tipus de fageda està format per un estrat arbori poc diversificat dominat per faig amb sotabosc de boix i un estrat herbaci ric en espècies diferents. És la predominant a la vall i la trobem a sortints del terreny i llocs menys humits amb sols no tan evolucionats.
El faig té preferència pels llocs ombrívols i humits els quals abunden a les obagues de les muntanyes. El faig està acompanyat per espècies diferents en funció del tipus de fageda on ens trobem. En els llocs més humits i ombrívols trobem falgueres, com per exemple l'Athyrium filix-femina, l'orquídia Neottia nidus-avis, o el boix grèvol (Ilex aquifolium). D'altra banda, a la fageda més seca trobem la campaneta (Campanula persicifolia) i altres plantes que no necessiten molta humitat per viure.
Cal destacar la presència d'Arbres monumentals: 
- Faig Gros de les Molleres de Gresolet (42° 15′ 23″ N, 1° 41′ 56″ E / 42.256345°N,1.698828°E): espècimen de Fagus sylvatica de 20 metres d'alçada, 20,5 metres de capçada mitjana i un volt de canó de 5,22 metres (a 1,3 m d'alçada). Un tronc bastant gran i gruixudes arrels que han quedat al descobert per l'acció de l'erosió sobre el vessant de força pendent. Les ondulacions del tronc i les arrels entapissades de molsa li donen un aspecte fantàstic. Es troba força malmès, ja que té pudricions a la cara nord del tronc.[1]
- Faigs del Clot de l'Om I, II, III, IV de Gresolet (42° 15′ 28″ N, 1° 42′ 30″ E / 42.257679°N,1.708427°E): Conjunt de diversos exemplars de faig en aquesta zona. l'exemplar I fa 35 metres d'alçada, volt de canó de 4,64 i una capçada de 26.5 m. Faigs singulars molt grossos, situats en un pendent considerable. Arbres amb un tronc molt recte i regular en els primers metres. Les coordenades són d'un punt mitjà del conjunt d'arbres mesurats.[2]
- Faig de la Baga de Gresolet o Faig Setrill (42° 15′ 48″ N, 1° 43′ 54″ E / 42.263460°N,1.731745°E): altre exemplar de Fagus sylvatica. Té unes dimensions molt considerables (Alçària total (h) = 28,0 m,Volt de canó(c) = 3,79 m, Capçada mitjana(C) = 24,5 m.) Una branca surt a mig metre gairebé de manera horitzontal i després s'inclina cap amunt, creant una forma peculiar, similar a un setrill. És curiós el descobriment de l'arbre: en una foto "Fetgera i faig", que participava en el XX Concurs de fotografia del parc: "Primavera al parc natural" (2012), es veu una herba fetgera en primer pla, i darrere un faig que semblava remarcable. L'autor Joan Masdeu Viña va facilitar-ne la localització i efectivament s'ha proposat per ser declarat monumental.[3]

### L'avetosa
L'avet (Abies alba) el trobem per sobre dels 1.400 m en zones fredes i poc assolellades, a vegades dins de boscos de faig i de pins. L'avetosa de Gresolet forma clapes més o menys importants i segurament és la més ben conservada de la comarca.
En destaca l'Arbre Monumental:
- Avet de les Molleres de Gresolet (42° 15′ 48″ N, 1° 43′ 54″ E / 42.263460°N,1.731745°E): Exemplar que destaca per ser un dels avets més alts de Catalunya (35 metres d'alçada,,Volt de canó(c) = 4,08 m, Capçada mitjana(C) = 13,5 m.). Del tronc surt una gruixuda branca horitzontal que bruscament agafa verticalitat i creix paral·lela al tronc principal. El terreny té mot pendent i és molt erosionable deixant al descobert nombroses i gruixudes arrels superficials.[4]

### Les pinedes
A la vall de Gresolet podem distingir dos tipus de pineda: la de pi roig i la de pi negre (Pinus mugoss p.uncinata).
La pineda de pi roig, la podem trobar barrejada amb la fageda a les zones més favorables i amb la roureda de roure martinenc en els llocs més secs. Hi trobem un estrat arbori més o menys obert de força alçada format principalment per pi roig. L'estrat arbustiu, molt divers i de gran cobertura, està format per exemplars joves de faig, moixera de guilla (Sorbus aucuparia), blada o moixera i arbustos com el boix, el xuclamel (Lonicra xylosteum), el tortellatge (Viburnum lantana) o el ginebre (Junniperus communis). L'estrat herbaci presenta una gran riquesa florística gràcies a l'heterogeneïtat de microcondicions que presenta la pineda.
La pineda de pi negre es fa freqüent a partir dels 1.600 m als vessants septentrionals. El pi negre és arbre que a casa nostra creix a més altitud i és molt resistent al fred i a les nevades.
En destaquen els següents Arbres Monumentals:
- Pins Vells de la Pleta dels Baganesos I, II, III, IV. Aquest grup de pins negres (Pinus uncinata), és situat al solell del Coll de Torn, sobre la pista del Coll de la Bauma al Collell i proper a la zona de la Font de la Gralla. Aquests vells pins destaquen per les dimensions dels troncs, tot i que tenen poca vitalitat, poca capçada i moltes branques seques.I: "Sentinella del Serrat Alt" (42° 16′ 21″ N, 1° 42′ 09″ E / 42.272392°N,1.702585°E): es ramifica en 4-6 besses, fa 10 m d'alt, 4,14 de volta, 11,45 de capçada. II: "Pi de la Feixada del Prat Llong" (42° 16′ 24″ N, 1° 42′ 13″ E / 42.273393°N,1.703559°E) té moltes branques, que a la banda del barranc arriben a terra. La capçada es redueix només al quadrant SE, fa 8,5 m d'alt, 4,15 de volta, 7,0 de capçada. III: "Pi bessó de la Pleta dels Baganesos" (42° 16′ 22″ N, 1° 42′ 15″ E / 42.272814°N,1.704104°E) està format per 4 besses verticals. Surt un tronc a la banda E, fa 13,5 m d'alt, 3,32 de volta, 12,0 de capçada. IV: "Pi del Canal de la Gralla" (42° 16′ 22″ N, 1° 42′ 16″ E / 42.272718°N,1.704409°E) es bifurca en 4 besses, fa 12 m d'alt, 4,90 de volta, 13,0 de capçada.[5]
- Pi del Roc dels Castellots (42° 16′ 23″ N, 1° 42′ 38″ E / 42.273059°N,1.710647°E), Situat porpar als anteriors (1 km aprox.) Aquest majetuós pi té un gruix força espectacular, i es troba envoltat pels seus nets, que són prims i el sobrepassen una mica en alçària. Es ramifica a 2 m en dues besses: la més grossa, vessant amunt, fa 3,86 m de gruix. Presenta poca capçada i poca vitalitat, té moltes branques seques. Fa 13,5 m d'alt, 4,60 de volta, 11,3 de capçada.[6]

### Els arbres de ribera
El freixe (Fraxinus excelsior) i la sarga (Salix elaeagnos) els trobem a les parts baixes de la vall, en llocs molt humits prop de rierols. Són alguns dels pocs testimonis que queden del bosc de ribera. el qual està molt degradat. Aquestes espècies no arriben a formar boscos a Gresolet.

## Fauna
La diversitat animal a la vall de Gresolet és força desconeguda, és per això que parlarem principalment de les espècies de vertebrats més característiques.

### Peixos
Cal referir-se principalment a la truita comuna (Salmo trutta fario), que la podem trobar a la riera de Gresolet. També coneguda com a truita del país, està catalogada com a vulnerable a tota la Comunitat Europea segons el Libro rojo de los vertebrados de España (LRVE). La truita comuna està adaptada a aigües fredes que es localitzen riu amunt. Aquest fet ha provocat un fort aïllament de les diferents poblacions al llarg de la seva àrea de distribució hi ha donat com a resultat una marcada diferenciació genètica entre elles. Això és important, ja que per cada població que desaparegui es perdran un seguit de característiques genètiques que poden ser importants per a la supervivència de l'especie en el futur.

### Amfibis i rèptils
Entre els amfibis cal destacar el tritó pirinenc (Euproctus asper). Aquest animal el podem trobar a la riera de Gresolet i en torrents d'aigües molt netes i fredes, es tracta d'un endemisme dels Pirineus. Alguns dels altres amfibis que podem trobar a la vall són la salamandra comuna (Salamandra salamandra) i el grapal comú (Bufo bufo).
Entre els reptils s'hi poden trobar entre d'altres la serp verda i groga (Coluber viridiflavus), que a Catalunya tan sols es troba als Pirineus, l'escurçó (Vipera aspis) i diferents espècies de sargantanes i llangardaixos.

### Ocells
És el grup de vertebrats més divers. S'hi poden trobar espècies menudes com les mallerengues (Parus), que hi són força abundants i són fàcils d'identificar, o el pinsà (Fringilla coelebs). N'hi ha d'altres de mitjanes, com el tudó (Columba palumbus), que és una espècie de colom salvatge; el gaig (Garrulus glandarius), que està emparentat amb el corb i que és molt fàcil d'identificar a partir dels seus crits; o els pigots, que fan forats als arbres per fer el seu niu. El pigot negre (Dryocopus martius) és una espècie interessant i força escassa que podem trobar a l'obaga de Gresolet. Una altra espècie que cal citar per la seva importància i escassetat és el gall fer (Tetrao urogallus) El gall fer està classificat com a espècie vulnerable a Espanya segons el LRVE.
Els cingles que envolten la vall són llocs on s'observen ocells com el corb (Corvus corax) i diverses espècies de rapinyaires com l'àguila daurada (Aquila chrysaetos) o el xoriguer (Falco tinnunculus).

### Mamífers
La majoria d'espècies d'aquest grup són difícils d'observar directament a causa principalment dels seus hàbits nocturns. Els mamífers que ens poden ser més fàcils de veure són l'isard (Rupicapra pyrenaica) a les parts més elevades de la vall i l'esquirol comú (Sciurus vulgaris). Entre les espècies de petites dimensions es poden citar els rosegadors com el ratolí de bosc (Apodemus sylvaticus). Possiblement el liró gris (Glis glis) i el liró comú (Elyomis quercinus) també habiten en aquests boscos.
El gat fer (Felis sylvestris), el teixó (Meles meles), la fagina (Martes foina), la marta (Martes martes), la geneta (Genetta genetta) i la guineu (Vulpes vulpes) són alguns exemples de carnívors que podem trobar a la vall.

## Història
La vall de Gresolet, que formava part del territori feudal de la baronia de Pinòs i Mataplana, va ser cedit en vassallatge als senyors de Josa, els quals el traspassaren al segle xii al senyors de Faia, que tenien el seu castell al costat del riu Bastareny, més avall de l'ermita del Puig. Degut al despoblament originat per la destrucció del poble, abundaren els litigis per l'ús de les pastures i l'aprofitament forestal de la vall entre els habitants de Saldes i els senyors de la vall.
El Bosc de Gresolet és indivís i fou cedit pels antics senyors de Bagà al municipi de Saldes, L'1 de febrer de 1843, la família Còdol va lliurar en emfiteusi el bosc de Gresolet, als capmassats de Saldes i Massaners, una propietat comunal entre els 112 caps de casa. Tots els habitants caps de casa (Capmassats) d'aquest poble són copropietaris d'aquesta massa forestal; és a dir, que individualment només poden explotar el bosc a mesura de les seves necessitats domèstiques, però no comercials. És per aquest motiu que, entrant al segle xx, aquesta gran massa arbòria, s'havia mantingut íntegra.
L'any 1920 L'intent de compra per part de la companyia "Sociedad Anónima Carbones de Berga", propietat de la família Olano (comtes de Fígols), del Bosc va protagonitzar la primera de les lluites conservacionistes a Catalunya l'any 1921. L'empresa pretenia explotar el bosc durant 10 anys i a canvi construir un ferrocarril que servís als propietaris per extreure torba i betum mineral de la zona. El geògraf Cèsar August Torras també reclamava a l'època que el bosc de Gresolet fos declarat Parc Nacional de Catalunya.
Inicialment, el 6 de desembre de 1920 es van vendre aquest bosc al Sr. Olano, però hi havia un ambient d'oposició en tot el país a fi d'evitar aquella venda. El 17 d'abril de 1921, el Districte forestal de Barcelona, Girona i Balears va instruir un expedient d'investigació i classificació de la forest de Gresolet, on recopilades totes les dades i reclamacions referents a l'esmentat bosc, va declarar que deixava anul·lada la seva venda i va fixar, definitivament que tots els habitants de Saldes i de Massaners tenien participació ex aequo en l'usdefruit del bosc de Gresolet, i aquest fou declarat d'utilitat pública.
La venda fou impugnada, el 4 de desembre de 1924, per una part dels capmassats, ajudats per altres entitats, la més important de les quals va ser el Centre Excursionista de Catalunya. De moment, es va aturar, la venda. Aquest plet per l'aprofitament forestal, es va perllongar durant més de vint anys fins que, després de la guerra civil, el nou règim polític donà via lliure a l'explotació de la fusta del bosc, amb la qual cosa van desaparèixer la major part dels millors exemplars d'arbres existents. Del 30 de desembre de 1941 fins al 1957 tornen a sorgir els plets. S'arriba a un acord que donava l'explotació del bosc al Sr.Olano, per vint anys, i podia treure'n 300.000 m³ de fusta tallada i desbrancada, molt més del que donava de si el bosc. Entre 1943 i 1950 es talen 24.491,84 m³ de fusta. El 1957 es torna a limitar la tala.
L'aprofitament de fustes a càrrec de del Sr. Olano va finalitzar a finals de la dècada dels anys 60 que una vegada espoliat tot el bosc va desistir de continuar. No es va construir el tren inicial previst, i la compensació contractual va ser fer la portada de llum a Massaners i Saldes, la construcció d'una pista forestal fins al mateix Santuari de Gresolet i la venda de la fusta, d'aquest bosc verge, es va fer amb un preu tancat, durant tot el període, de 10 pessetes per Tona.